# Kurixalus berylliniris
Kurixalus berylliniris é uma espécie de anfíbio anuros da família Rhacophoridae. Está presente em Taiwan. A UICN classificou-a como deficiente de dados.